# Aspidoras belenos
Aspidoras belenos, comumente conhecido como corredora ou cascudinho, é uma espécie de peixe siluriforme pertencente ao gênero Aspidoras. É endêmico ao Brasil, ocorrendo no estado de Mato Grosso.